# باذان بن ساسان
باذان بن ساسان بن بلاش، ابن الملك جاماساف، بن الملك فيروز بن يزدجر الملك، بن بهرام جور ملك فارس.
هو آخر حاكم فارسي في اليمن، في عهد كسرى الثاني. عُيِّن حاكماً على عدن وصنعاء وضواحيها وقسم من جنوب شبه الجزيرة العربيّة بأمر من كسرى أنوشروان، وكانت قيادة الأبناء أو أبناء الأحرار في عُهدته أيضًا.
اعتنق باذان الإسلام في السنة السادسة للهجرة 627م، وقد عيّنه رسول الله محمد صلى الله عليه وسلم واليًا على تلك المنطقة، وفيها أمضى بقية عمره. يعدّه معظم المؤرّخين من جُملة الصحابة.

## السيطرة على اليمن
خرجت بلاد اليمن من قبضة الأحباش الخاضعين لحكم الروم، واستولت عليها جيوش وَهْرِز بعد معركة، بأمر من كِسْرى أنوشروان، وكان ذلك في عام 570م تقريبًا عام الفيل. وبعد أنْ تغلّب أنوشروان على خزر الشمال،، أعدّ جيشًا كان في الظاهر لتقديم العون لأحد أمراء ذي جدن، وأحد أعيان وأشراف حِميَر اليمنيين بناءً على طلبه ، الذي يدعى سيف بن ذي يزن، لكنه كان في الواقع يهدف إلى إيجاد قاعدة آمنة في مواجهة الروم عدّو الفرس، وكان هذا الجيش مؤلفًا من حوالي ثمانماية جندي،  من أسرى الدَّيْلم والمناطق المجاورة، بقيادة خُرزاد بن نرسي، أحد أمراء الديلم  الذي كان بمرتبة وَهْرِز (قائد لألف فارس). تحرّك الجيش في أسطول بحري من ثماني سفن  من طريق دجلة باتجاه اليمن، غرقت اثنتان منها وبقيت ستّ وصلت إلى ميناء مثوب على ساحل حَضْرَموت. وطُرد الأحباش من اليمن، فانتهى بذلك حكمهم لليمن الذي دام اثنين وسبعين عامًا كانوا فيها تحت وصاية قيصر الروم هرقل.
في أواخر حكمه، غضب كسرى أنوشروان على خُرّه خسرو حاكم اليمن، حفيد قهرِز، وعزله من منصبه. وقد حلّ مكانه باذان، الذي لم يكن –على ما يظهر– من نسل قهرِز. وفي السنة الأولى من البعثة النبوية، بمجرّد أنْ سمع باذان خبر دعوة النبيّ صلّى الله عليه وآله وسلّم السرّيّة في مكّة، كتب إلى كسرى: ظهر في مرتفعات تِهامة صاحب دعوة، يدعو الناس سرًا إلى دينه ورسالته (حمزة الإصفهاني، ص114). ويتابع حمزة الإصفهاني (ص.ن.) أرسل باذان رسالته هذه في السنة التاسعة عشرة لحكومة كسرى پرويز (حك: 590–628هـ) وعلى قول نولدكه (ص441) في السنة العشرين.
في السنة السادسة للهجرة، وبغية نشر الدعوة الإسلامية في البلدان البعيدة والدول المتمدنة في ذلك الوقت، بعث الرسول محمّد صلّى الله عليه وآله وسلّم برسالةٍ إلى بلاط كسرى وطلب إليه فيها اعتناق الإسلام (أسْلِمْ تسلّمْ). عندها طلب كسرى إلى باذان أنْ يرسل اثنين من قادته النبهاء إلى النبيّ صلّى الله عليه وآله وسلّم، ويطلبا إليه باسمه الانصراف عن دعوته.
من أبناءه داذويه (والٍ مسلم تولى حكم اليمن بعده)، ومهران (أحد قادة الفرس في معركة البويب).
قام باذان بنفسه بالسفر إلى أماكن مختلفة لنشر الدين الإسلامي. بالقرب من الساحل الفارسي مرض وتوفي هناك ودفن.

## طالع أيضًا
- تاريخ اليمن الإسلامي
- حروب الردة
- فيروز الديلمي